# Leo von Caprivi
 "Caprivi" omdirigeres hertil. For Caprivi-striben, se Caprivi-striben.
Grev Georg Leo von Caprivi de Caprara de Montecuccoli (født 24. februar 1831 i Charlottenburg ved Berlin, død 6. februar 1899 i Skyren i Brandenburg) var en tysk officer og statsmand, som fulgte Otto von Bismarck som Tysklands anden kansler i 1890.
Han var af slovensk oprindelse. Familien Kopriva stammede fra Koprivnik i Kočevski Rog, men slog sig ned i Schlesien i Preussen. Caprivi trådte ind i hæren i 1849 og deltog i krigene i 1866 (mod Østrig) og 1870 (mod Frankrig). Senere blev han general i infanteriet og stabschef. Mellem 1883 og 1888 var han chef for admiralitetet, hvor han fik anledning til at vise sit forvaltningstalent, som førte til at han blev preussisk statsminister og tysk kansler da Bismarck gik af.
Caprivis regering var præget af en "ny kurs" i både udenrigs- og indenrigspolitik. Han forsonede sig med socialdemokraterne, som havde været Bismarcks bitreste fjender, og førte en pro-britisk udenrigspolitik, som bl.a. kom til udtryk gennem Zanzibar-traktaten, hvor briterne afstod Helgoland (nu i Slesvig-Holsten) og Caprivi-striben (i dagens Namibia) til Tyskland, mod at Tyskland opgav krav på Zanzibar og dele af Bechuanaland. Med denne politik skabte han sig fjender blandt tyske kolonialisme-forkæmpere og med sin frihandelspolitik også blandt de konservative junkere. I hans regeringstid blev  "genforsikringsaftalen" ikke fornyet. Den var Bismarcks forsøg på at bevare en alliance med Rusland efter at Trekejserforbundet (Tyskland, Rusland og Østrig-Ungarn) brød sammen. Det ødelagde balancen i Bismarcks alliancesystem.
I 1892 måtte han gå af som preussisk statsminister efter at have tabt en afstemning i  parlamentet om en uddannelseslov. Det førte til en lidet gunstig deling af magten mellem kansleren og den nye statsminister, Botho zu Eulenburg. Det førte til, at begge gik af i 1894. De blev fulgt af fyrst Chlodwig zu Hohenlohe-Schillingsfürst.